# Alchemilla taernaensis
Alchemilla taernaensis är en rosväxtart som beskrevs av Nils Hylander, S. Ericsson och S. Hellqvist. Alchemilla taernaensis ingår i släktet daggkåpor, och familjen rosväxter. Inga underarter finns listade i Catalogue of Life.